# Jeffrey Gouweleeuw
Jeffrey Gouweleeuw (ur. 10 lipca 1991 w Heemskerk) – holenderski piłkarz grający na pozycji obrońcy. Od 2016 jest piłkarzem FC Augsburg. Wcześniej grał w AZ Alkmaar, dokąd przybył z Heerenveen, w którym zadebiutował w sezonie 2010/11.